# Prosthechea

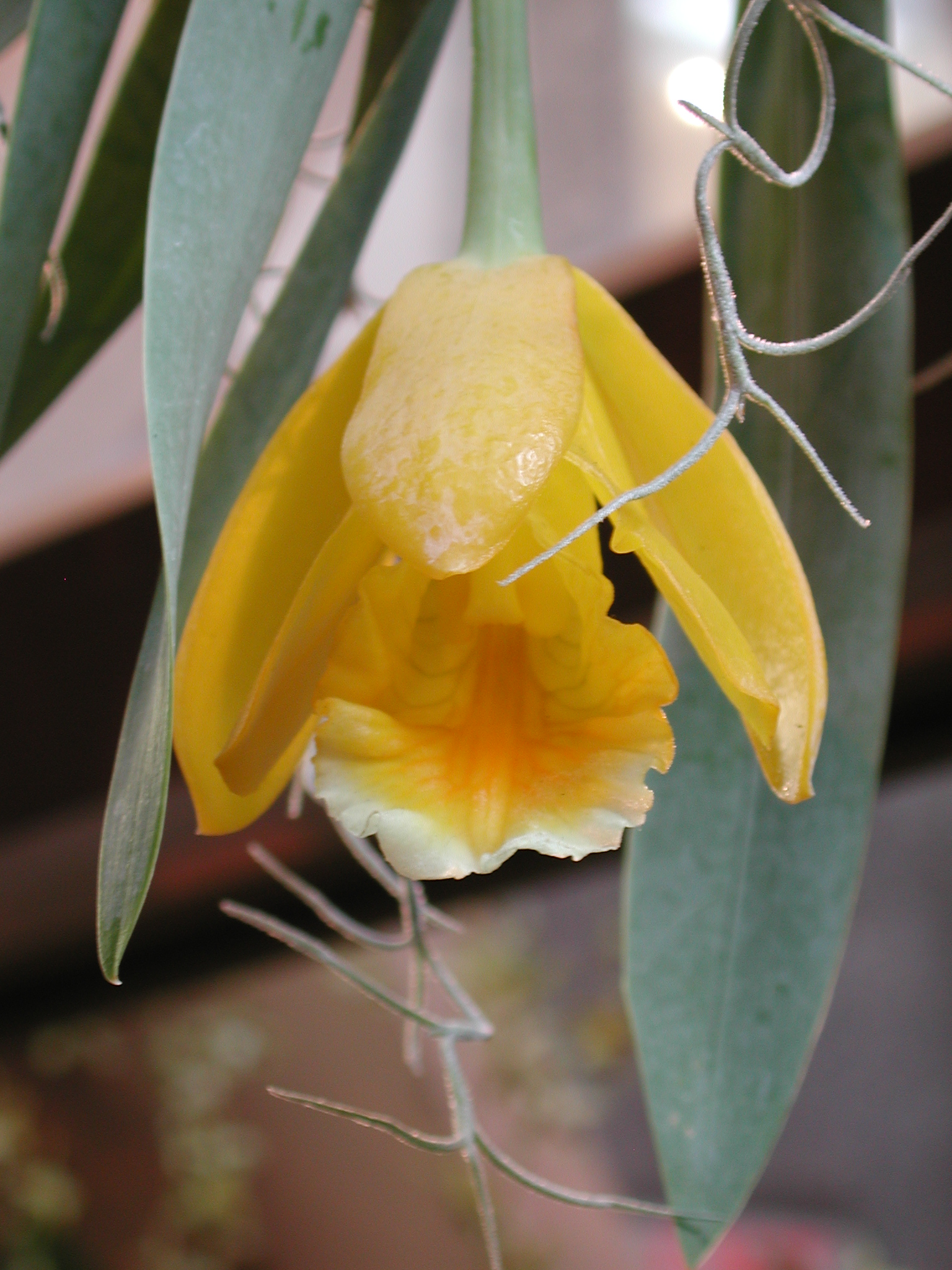

Prosthechea – rodzaj epifitycznych i litofitycznych roślin z rodziny storczykowatych (Orchidaceae). Obejmuje 124 gatunki i 2 hybrydy występujące w Ameryce Północnej: na Florydzie, w Meksyku, Belize, Kostaryce, Salwadorze, Gwatemali, Hondurasie, Nikaragui, Panamie, na Karaibach (Bahamy, Kajmany, Kuba, Dominikana, Haiti, Jamajka, Portoryko, Trynidad i Tobago, Wyspy Nawietrzne oraz w krajach Ameryki Południowej: w Brazylii, Gujanie, Gujanie Francuskiej, Surinamie, Wenezueli, Paragwaju, Boliwii, Kolumbii, Ekwadorze, Peru. Rośliny występują w wilgotnych środowiskach lasach oraz na bagnach na wysokościach do 2600 m n.p.m.
Pseudobulwy gatunków P. cochleata, P. citrina i P. vitellina były używane w Ameryce Południowej jako źródło śluzu roślinnego. Gatunek P. citrina jest używany jako środek przeciwbólowy w Meksyku, a gatunek P. radiata wydziela narkotyczny zapach i wywołuje efekty narkotyczne.

## Morfologia
Pseudobulwy wrzecionowate, często spłaszczone. Liście od 1 do 5. Kwiatostan w postaci grona, kwiaty zazwyczaj nie odwrócone. Warżka przyrośnięta do podstawy prętosłupa. Kwiaty posiadają 4 pyłkowiny. Torebka trójskrzydlata.

## Systematyka
Rodzaj sklasyfikowany do podplemienia Laeliinae w plemieniu Epidendreae, podrodzina epidendronowe (Epidendroideae) w rodzinie storczykowatych (Orchidaceae), rząd szparagowce (Asparagales) w obrębie roślin jednoliściennych.
Wykaz gatunków
- Prosthechea abbreviata (Schltr.) W.E.Higgins
- Prosthechea aemula (Lindl.) W.E.Higgins
- Prosthechea alagoensis (Pabst) W.E.Higgins
- Prosthechea allemanii (Barb.Rodr.) W.E.Higgins
- Prosthechea allemanoides (Hoehne) W.E.Higgins
- Prosthechea aloisii (Schltr.) Dodson & Hágsater
- Prosthechea arminii (Rchb.f.) Withner & P.A.Harding
- Prosthechea baculus (Rchb.f.) W.E.Higgins
- Prosthechea barbozae Pupulin
- Prosthechea bennettii (Christenson) W.E.Higgins
- Prosthechea bicamerata (Rchb.f.) W.E.Higgins
- Prosthechea bohnkiana V.P.Castro & G.F.Carr
- Prosthechea boothiana (Lindl.) W.E.Higgins
- Prosthechea borsiana (Campacci) Van den Berg
- Prosthechea brachiata (A.Rich. & Galeotti) W.E.Higgins
- Prosthechea brachychila (Lindl.) W.E.Higgins
- Prosthechea brassavolae (Rchb.f.) W.E.Higgins
- Prosthechea bueraremensis (Campacci) Van den Berg
- Prosthechea bulbosa (Vell.) W.E.Higgins
- Prosthechea caetensis (Bicalho) W.E.Higgins
- Prosthechea calamaria (Lindl.) W.E.Higgins
- Prosthechea campos-portoi (Pabst) W.E.Higgins
- Prosthechea campylostalix (Rchb.f.) W.E.Higgins
- Prosthechea carrii V.P.Castro & Campacci
- Prosthechea chacaoensis (Rchb.f.) W.E.Higgins
- Prosthechea chimborazoensis (Schltr.) W.E.Higgins
- Prosthechea chondylobulbon (A.Rich. & Galeotti) W.E.Higgins
- Prosthechea christensonii (Harding) W.E.Higgins
- Prosthechea christyana (Rchb.f.) Garay & Withner
- Prosthechea citrina (Lex.) W.E.Higgins
- Prosthechea cochleata (L.) W.E.Higgins
- Prosthechea concolor (Lex.) W.E.Higgins
- Prosthechea crassilabia (Poepp. & Endl.) Carnevali & I.Ramírez
- Prosthechea cretacea (Dressler & G.E.Pollard) W.E.Higgins
- Prosthechea ebanii Chiron & V.P.Castro
- Prosthechea elisae Chiron & V.P.Castro
- Prosthechea faresiana (Bicalho) W.E.Higgins
- Prosthechea farfanii Christenson
- Prosthechea fausta (Rchb.f. ex Cogn.) W.E.Higgins
- Prosthechea favoris (Rchb.f.) Salazar & Soto Arenas
- Prosthechea fortunae (Dressler) W.E.Higgins
- Prosthechea fragrans (Sw.) W.E.Higgins
- Prosthechea fuertesii (Cogn.) Christenson
- Prosthechea garciana (Garay & Dunst.) W.E.Higgins
- Prosthechea ghiesbreghtiana (A.Rich. & Galeotti) W.E.Higgins
- Prosthechea gilbertoi (Garay) W.E.Higgins
- Prosthechea glauca Knowles & Westc.
- Prosthechea glumacea (Lindl.) W.E.Higgins
- Prosthechea grammatoglossa (Rchb.f.) W.E.Higgins
- Prosthechea greenwoodiana (Aguirre-Olav.) W.E.Higgins
- Prosthechea guttata (Schltr.) Christenson
- Prosthechea hajekii D.E.Benn. & Christenson
- Prosthechea hartwegii (Lindl.) W.E.Higgins
- Prosthechea hastata (Lindl.) W.E.Higgins
- Prosthechea ionocentra (Rchb.f.) W.E.Higgins
- Prosthechea ionophlebia (Rchb.f.) W.E.Higgins
- Prosthechea itabirinhensis (Campacci) J.M.H.Shaw
- Prosthechea jauana (Carnevali & I.Ramírez) W.E.Higgins
- Prosthechea joaquingarciana Pupulin
- Prosthechea karwinskii (Mart.) J.M.H.Shaw
- Prosthechea kautskyi (Pabst) W.E.Higgins
- Prosthechea lambda (Linden & Rchb.f.) W.E.Higgins
- Prosthechea lindenii (Lindl.) W.E.Higgins
- Prosthechea livida (Lindl.) W.E.Higgins
- Prosthechea macrothyrsodes (Rchb.f.) Christenson
- Prosthechea madrensis (Schltr.) Karremans
- Prosthechea magnispatha (Ames, F.T.Hubb. & C.Schweinf.) W.E.Higgins
- Prosthechea marciliana (Campacci) W.E.Higgins
- Prosthechea mariae (Ames) W.E.Higgins
- Prosthechea megahybos (Schltr.) Dodson & Hágsater
- Prosthechea mejia (Withner & P.A.Harding) W.E.Higgins
- Prosthechea michuacana (Lex.) W.E.Higgins
- Prosthechea micropus (Rchb.f.) W.E.Higgins
- Prosthechea moojenii (Pabst) W.E.Higgins
- Prosthechea mulasii Soto Arenas & L.Cerv.
- Prosthechea neglecta Pupulin
- Prosthechea neurosa (Ames) W.E.Higgins
- Prosthechea obpiribulbon (Hágsater) W.E.Higgins
- Prosthechea ochracea (Lindl.) W.E.Higgins
- Prosthechea ortizii (Dressler) W.E.Higgins
- Prosthechea pachysepala (Klotzsch) Chiron & V.P.Castro
- Prosthechea pamplonensis (Rchb.f.) W.E.Higgins
- Prosthechea panthera (Rchb.f.) W.E.Higgins
- Prosthechea papilio (Vell.) W.E.Higgins
- Prosthechea pastoris (Lex.) Espejo & López-Ferr.
- Prosthechea pitengoensis (T.V.S.Campacci & Laitano) J.M.H.Shaw
- Prosthechea pringlei (Rolfe) W.E.Higgins
- Prosthechea prismatocarpa (Rchb.f.) W.E.Higgins
- Prosthechea pseudopygmaea (Finet) W.E.Higgins
- Prosthechea pterocarpa (Lindl.) W.E.Higgins
- Prosthechea pulcherrima (Klotzsch) W.E.Higgins
- Prosthechea pulchra Dodson & W.E.Higgins
- Prosthechea punctulata (Rchb.f.) Soto Arenas & Salazar
- Prosthechea pygmaea (Hook.) W.E.Higgins
- Prosthechea racemifera (Dressler) W.E.Higgins
- Prosthechea radiata (Lindl.) W.E.Higgins
- Prosthechea regentii V.P.Castro & Chiron
- Prosthechea regnelliana (Hoehne & Schltr.) W.E.Higgins
- Prosthechea rhynchophora (A.Rich. & Galeotti) W.E.Higgins
- Prosthechea roraimensis V.P.Castro & Campacci
- Prosthechea sceptra (Lindl.) W.E.Higgins
- Prosthechea schunkiana (Campacci & P.A.Harding) W.E.Higgins
- Prosthechea semiaperta (Hágsater) W.E.Higgins
- Prosthechea serpentilingua Withner & D.G.Hunt
- Prosthechea sessiliflora (Edwall) W.E.Higgins
- Prosthechea silvana Cath. & V.P.Castro
- Prosthechea sima (Dressler) W.E.Higgins
- Prosthechea spondiada (Rchb.f.) W.E.Higgins
- Prosthechea squalida (Lex.) Soto Arenas & Salazar
- Prosthechea suzanensis (Hoehne) W.E.Higgins
- Prosthechea tardiflora Mora-Ret. ex Pupulin
- Prosthechea terassaniana (Campacci & P.A.Harding) W.E.Higgins
- Prosthechea tigrina (Linden ex Lindl.) W.E.Higgins
- Prosthechea tinukiana Bogarín & Karremans
- Prosthechea trulla (Rchb.f.) W.E.Higgins
- Prosthechea vagans (Ames) W.E.Higgins
- Prosthechea varicosa (Bateman ex Lindl.) W.E.Higgins
- Prosthechea vasquezii Christenson
- Prosthechea venezuelana (Schltr.) W.E.Higgins
- Prosthechea vespa (Vell.) W.E.Higgins
- Prosthechea villae-rosae P.Ortiz
- Prosthechea vita (D.G.Hunt, Withner & P.A.Harding) J.M.H.Shaw
- Prosthechea vitellina (Lindl.) W.E.Higgins
- Prosthechea widgrenii (Lindl.) W.E.Higgins

Wykaz hybryd
- Prosthechea × chixoyensis E.Mó & Cetzal E.Mó & Cetzal
- Prosthechea × intermedia (Campacci) J.M.H.Shaw (Campacci) J.M.H.Shaw